# Quenya
El quenya (pronunciado /AFI: [ˈkwɛɲa]/); también llamado qenya, quendya, alto élfico, alta lengua, lengua antigua, lengua de los elfos de Valinor y otras denominaciones es, junto con el sindarin,  el idioma más difundido y estudiado de las más de quince ideolenguas que, con distintos grados de detalle, fueron inventadas por el escritor y filólogo británico J. R. R. Tolkien y usadas en su legendarium. El corpus de textos que constituyen las fuentes de conocimiento actual sobre el quenya incluye el poema «Namárië», conocido como «El lamento de Galadriel», el texto original más extenso en esta lengua, extraído de la obra capital de Tolkien: El Señor de los Anillos. Esta lengua es usada por la raza élfica en el legendarium de Tolkien.
Se conoce la existencia del quenya al menos desde la Primera Guerra Mundial, cuando Tolkien tenía poco más de veinte años. La lengua fue desarrollada a lo largo de toda la vida de Tolkien, alcanzando la etapa que algunos estudiosos llaman «madura» a partir de la redacción de El Señor de los Anillos.
Tolkien quiso dar una apariencia de lengua clásica al quenya, de manera que trató de que tuviera una semejanza visual con el latín, cosa que consiguió en cierto modo usando una forma característica de transcribir el quenya a nuestro alfabeto. Los dos inspiradores del quenya son pues el latín, y el finés, siendo posible también alguna influencia del galés y del griego, como en el caso genitivo plural -on y el nexo nai (‘que’), posiblemente del griego na. Todas estas influencias no fueron en ningún modo directas; no generaron vocabulario, por ejemplo. Más bien se trata de una inspiración estética muy fuerte en Tolkien, «fonoestética», según el propio Tolkien.

## Estructura

### Escritura
Tolkien desarrolló el alfabeto tengwar para la mayoría de las lenguas de la Tierra Media, aunque también empleó para algunas un alfabeto rúnico, basado en el aspecto del idioma anglosajón. Es un tipo de escritura considerada como muy bella, y está descrita por su autor en los Apéndices de El Señor de los Anillos.

### Fonética
El quenya cuenta con 36 fonemas consonánticos, 1 semiconsonántico, 2 diptongales y 10 vocálicos, estos últimos dividiéndose, sobre los mismos timbres, en vocales cortas y largas.

#### Vocales
El quenya tiene 10 vocales básicas, diferenciadas tanto en longitud como en calidad. Estas vocales son:
| - a : [a] - e : [ɛ] - i : [i] - o : [ɔ] - u : [u] | - á : [aː] - é : [eː] - í : [iː] - ó : [oː] - ú : [uː] |

#### Consonantes
Se pronuncian como en castellano, salvo las siguientes:
• qu : [kʷ];
• nw : [nʷ];
• ng o ñ : [ŋ];
• ngw o ñw : [ŋʷ];
• hy : [ç];
• hw : [ʍ];
• gw : [gw]
• ty : [c];  
• ly : [ʎ];
• ny : [ɲ];
• c : [k];
• r : [ɾ];
• ry: [ɽ.j];
• hr: [r̥h];
• hl: [l̥h];
• h :
•  [h] al inicio de la palabra
•  [x] entre vocales o antes de consonante

#### Acentuación
Las reglas son las mismas que las del latín. La sílaba tónica no se marca de forma gráfica (la tilde indica el alargamiento de la vocal en la transcripción en alfabeto latino, no necesariamente la sílaba tónica), sino que obedece a las reglas de prosodia:
- Las palabras de dos sílabas son casi siempre llanas, como por ejemplo Quendi (‘los elfos’) o firë (‘hombre mortal’). El único ejemplo contrario parece ser la forma imperativa avá.
- Las palabras de tres o más sílabas son esdrújulas cuando la penúltima sílaba es corta, como por ejemplo yomenië (‘reunión’); y llanas si esta es larga. Se consideran largas las sílabas con:
  - vocales con tilde, como en avanótë (‘innumerable’) o Endórë (‘Tierra Media’);
  - diptongos (que en quenya sólo son:  ai, ei, oi, ui, au, eu, iu); y
  - vocales cortas seguidas de dos consonantes, como por ejemplo otornassë (‘hermandad’).

#### Elisión
Cuando una palabra quenya termina en -a y la siguiente empieza por vocal, la -a puede desaparecer, y ambas palabras se pronuncian como una. En caracteres latinos este fenómeno de elisión se representa mediante un apóstrofo: Elen síla lumenna omentielvo = Elen síla lumenn'omentielvo (‘una estrella brilla en la hora de nuestro encuentro’).

### Gramática

#### Sistema nominal
Por lo general, los sustantivos en quenya carecen de género gramatical. En el apartado del número gramatical, el quenya evidencia un singular y tres tipos de plural: el simple, el dual (del cual hay muy pocos ejemplos), y el partitivo.
El quenya es un idioma flexivo, lo cual significa que la función de la palabra en la frase o caso gramatical está determinada por una serie de afijos; al igual que en las lenguas clásicas como el latín, en quenya existe el fenómeno de la declinación nominal. Los casos de los dos modelos quenya de declinación nominal son: nominativo, acusativo, instrumental, genitivo, alativo, locativo, ablativo, dativo y respectivo (también llamado «dedativo»).
Este último caso es original del quenya, y no se sabe con exactitud si se usa con las preposiciones, verbos transitivos o intransitivos o si tiene un uso más general. Una teoría es que se refiere a «en, acerca de, aproximadamente en». Por ejemplo, la frase «he hablado acerca de invasión» iría en dedativo en quenya.
Las siguientes tablas muestran las inflexiones:
|              | lassë               | cirya    | meldo    | elen              | nat             |
| ------------ | ------------------- | -------- | -------- | ----------------- | --------------- |
| Nominativo   | lassë               | cirya    | meldo    | elen              | nat             |
| Acusativo    | lassë               | cirya    | meldo    | elen              | nat             |
| Genitivo     | lassëo              | ciryo    | meldo    | eleno             | nato            |
| Dativo       | lassen              | ciryan   | meldon   | elenen            | naten           |
| Instrumental | lassenen            | ciryanen | meldonen | elennen           | natenen         |
| Posesivo     | lasséva             | ciryava  | meldova  | elenwa            | natwa           |
| Locativo     | lassessë / mi lassë | ciryassë | meldossë | elenessë / elendë | natessë / natsë |
| Alativo      | lassenna            | ciryanna | meldonna | elenenna          | natenna         |
| Ablativo     | lassello            | ciryallo | meldollo | elenello          | natello         |
| Respectivo   | lasses              | ciryas   | meldos   | elenes            | nates           |

|              | lassë     | cirya     | meldo    | elen      | nat     |
| ------------ | --------- | --------- | -------- | --------- | ------- |
| Nominativo   | lasset    | ciryat    | meldu    | elenet    | natu    |
| Acusativo    | lasset    | ciryat    | meldu    | elenet    | natu    |
| Genitivo     | lasseto   | ciryato   | melduo   | elento    | natuo   |
| Dativo       | lassent   | ciryant   | meldun   | elenent   | natun   |
| Instrumental | lassenten | ciryanten | meldunen | elenenten | natunen |
| Posesivo     | lassetwa  | ciryatwa  | melduva  | elenetwa  | natuva  |
| Locativo     | lassetsë  | ciryatsë  | meldussë | elenetsë  | natussë |
| Alativo      | lassenta  | ciryanta  | meldunna | elenenta  | natunna |
| Ablativo     | lasselto  | ciryalto  | meldullo | elenelto  | natullo |
| Respectivo   | lassetes  | ciryates  | meldus   | elenetes  | natus   |

|              | lassë     | cirya     | meldo     | elen      | nat      |
| ------------ | --------- | --------- | --------- | --------- | -------- |
| Nominativo   | lassi     | ciryar    | meldor    | eleni     | nati     |
| Acusativo    | lassi     | ciryar    | meldor    | eleni     | nati     |
| Genitivo     | lassion   | ciryaron  | meldoron  | elenion   | nation   |
| Dativo       | lassin    | ciryain   | meldoin   | elenin    | natin    |
| Instrumental | lassinen  | ciryainen | meldoinen | eleninen  | natinen  |
| Posesivo     | lassiva   | ciryaiva  | meldoiva  | eleniva   | nativa   |
| Locativo     | lassessen | ciryassen | meldossen | elenissen | natissen |
| Alativo      | lassennar | ciryannar | meldonnar | eleninnar | natinnar |
| Ablativo     | lassellon | ciryallon | meldollon | elenillon | natillon |
| Respectivo   | lassis    | ciryais   | meldois   | elenis    | natis    |

|              | lassë      | cirya      | meldo      | elen      | nat       |
| ------------ | ---------- | ---------- | ---------- | --------- | --------- |
| Nominativo   | lasseli    | ciryali    | meldoli    | elelli    | nateli    |
| Acusativo    | lasseli    | ciryali    | meldoli    | elelli    | nateli    |
| Genitivo     | lasselion  | ciryalion  | meldolion  | elellion  | natelion  |
| Dativo       | lasselin   | ciryalin   | meldolin   | elellin   | natelin   |
| Instrumental | lasselínen | ciryalínen | meldolínen | elellínen | natelínen |
| Posesivo     | lasselíva  | ciryalíva  | meldolíva  | elellíva  | natelíva  |
| Locativo     | lasselissë | ciryalissë | meldolissë | elellissë | natelissë |
| Alativo      | lasselinna | ciryalinna | meldolinna | elellinna | natelinna |
| Ablativo     | lasselillo | ciryalillo | meldolillo | elellillo | natelillo |
| Respectivo   | lasselis   | ciryalis   | meldolis   | elellis   | natelis   |

#### Sistema verbal
El quenya cuenta con tres tipos de verbos, de acuerdo a su terminación: en -a, en -u o en consonantes, los así llamados «verbos primitivos». Existen tres modos en quenya, el indicativo, el imperativo y el subjuntivo. El primero evidencia los tiempos de aoristo, presente, futuro, pasado simple y pasado perfecto, sospechándose igualmente otros tiempos, sin quedar cerrado definitivamente el catálogo de los mismos. El imperativo y el subjuntivo se construyen de forma analítica. Aparte del modo y el tiempo, los verbos en quenya cuentan con los accidentes de número y persona.
Otras características interesantes son la existencia de verbos compuestos mediante preposiciones, la construcción de formas de «frecuentativo» por reduplicación del radical verbal. La conjugación se forma por aglutinación, con un orden de verbo + sujeto + objeto; el sujeto puede no ir en caso de que se lo haya explicitado con un pronombre separado o que el sujeto sea expreso. El objeto va separado si el pronombre también lo está: hautanyel (‘yo te detengo’) = hauta (‘detener’) + -nye (‘yo’) + -l (‘te’); o bien: Inye hauta le (‘yo te detengo a ti’).
|             | Primitivos  | Verbos -a | Verbos -u |
| ----------- | ----------- | --------- | --------- |
| Raíz        | hir-        | hauta-    | allu-     |
| Significado | ‘encontrar’ | ‘detener’ | ‘lavar’   |
| Singular    | hirë        | hauta     | allo      |
| Plural      | hirir       | hautar    | allur     |

|             | Primitivos  | Verbos -a | Verbos -u  |
| ----------- | ----------- | --------- | ---------- |
| Raíz        | hir-        | cava-     | palu-      |
| Significado | ‘encontrar’ | ‘excavar’ | ‘extender’ |
| Singular    | híra        | cávëa     | pálua      |
| Plural      | hírar       | cávëar    | páluar     |

|             | Primitivos  | Verbos -a | Verbos -u |
| ----------- | ----------- | --------- | --------- |
| Raíz        | hir-        | hauta-    | allu-     |
| Significado | ‘encontrar’ | ‘detener’ | ‘lavar’   |
| Singular    | hiruva      | hautuva   | allúva    |
| Plural      | hiruvar     | hautuvar  | allúvar   |

|             | Primitivos  | Verbos -a      | Verbos -u      |
| ----------- | ----------- | -------------- | -------------- |
| Raíz        | hir-        | maca-          | lutu-          |
| Significado | ‘encontrar’ | ‘forjar’       | ‘flotar’       |
| Singular    | hirnë       | mancë/macanë   | luntë/lutunë   |
| Plural      | hirner      | mancer/macaner | lunter/lutuner |

|             | Primitivos  | Verbos -a | Verbos -u |
| ----------- | ----------- | --------- | --------- |
| Raíz        | hir-        | maca-     | lutu-     |
| Significado | ‘encontrar’ | ‘forjar’  | ‘flotar’  |
| Singular    | ihirië      | amacië    | ulutië    |
| Plural      | ihirier     | amacier   | ulutier   |

### Sintaxis
El orden no marcado en quenya es SVO (sujeto-verbo-objeto) con bastante libertad posicional debido al uso de casos.

## Ejemplo de texto en quenya
El Padrenuestro, traducido por Tolkien, publicado en el número 43 de la revista Vinyar Tengwar y en español por la revista Axxón:

Átaremma i ëa han ëa
na aire esselya
aranielya na tuluva
na care indómelya cemende tambe Erumande
ámen anta síra ilaurëa massamma
ar ámen apsene úcaremmar sív' emme apsenet tien i úcarer emmen.
Álame tulya úsahtienna mal áme etelehta ulcullo
násië.

## Escritura en Quenya
El quenya utiliza la escritura en tengwar, la escritura inventada por el elfo noldo Feänor, el significado de "tengwar" es "letras", siendo este plural. El singular es "tengwa", "letra".
Las letras y sus equivalencias en el modo quenya:
tinco: t  /t/  parma: p /p/   calma: c /k/   quesse: qu /kʷ/ 
ando: nd /nd/   umbar: mb /mb/  anga: ng /ŋg/    ungwe: ngw /ŋgʷ/
thúle: th /θ/   formen: f  /f/  harma/aha: h  /x/  hwesta:  hw /ʍ/
anto: nt  /nt/  ampa: mp /mp/    anca: nc /ŋk/   unque: nqu /ŋkʷ/
númen: n  /n/  malta: m  /m/  ngoldo: ñ-gn /ŋ/   nwalme: nw-gnw /nʷ/
óre: r /ɾ/   vala: v /v/   anna: y /j/   vilya: w /w/
rómen: r /r/   arda: rd /rd/   lambe: l /l/   alda: ld /ld/
silme: s /s/   silme nuquerna: s esse/áre: ss/z  /ss/  esse nuquerna/áre nuquerna: ss/z
hyarmen: h /h/    hwesta sindarinwa: -   yanta:-i    úre:-u

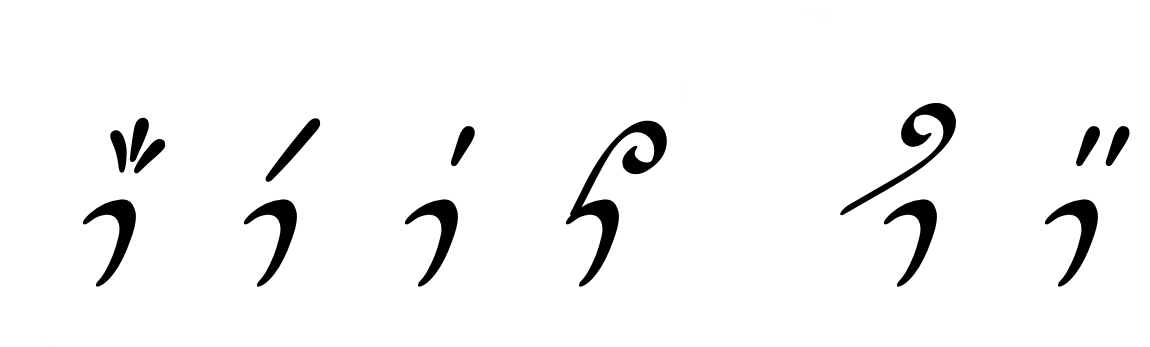
Los símbolos tehtar, el último no corresponde al quenya, sino que es exclusivo del sindarin.

·Las vocales (tehtar) se representan con símbolos sobre las consonantes anteriores: la "a" son tres puntos formando un triángulo, la "e" una tilde, la "i" un punto, la "o" una curva hacia la derecha y la "u" una curva a la izquierda.

·Para representar vocales cuando no hay ninguna consonante (o hay un diptongo) antes, se usa el portador corto, que es como una "i" sin punto.

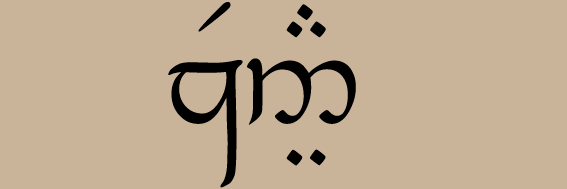
La palabra quenya escrita en tengwar.

·Para representar una vocal con tilde, Ej: átaremma (padre nuestro) se usa el portador largo que es como una "j" sin punto.
·La letra aha representa a la "h" entre vocales o antes de consonante.
·Las letras yanta y úre se usan para representar los diptongos de -i y -u, por ejemplo: tres puntos sobre la letra yanta serían "ai", tres puntos sobre úre serían "au".
·Una virgulilla (~) debajo de la letra indica que es letra doble.
·La letra aha se usa cuando la "h" está antes de consonantes o entre vocales.
·La letra anna no se usa por sí sola, siempre se pone debajo dos puntos.
·La letra óre representa la r antes de consonante o al final, por ejemplo valar, y rómen representa la r antes de vocal.
·Las letras silme nuquerna y esse nuquerna tienen el mismo valor que silme y esse respectivamente, se usan para poder representar la vocales.
·Para hacer que una letra sea seguida de "y" se ponen debajo dos puntos. Ej: quenya= quesse (qu)+ tilde (e)+númen (n)+dos puntos debajo (y)+tres puntos (a)
El texto padrenuestro en quenya:

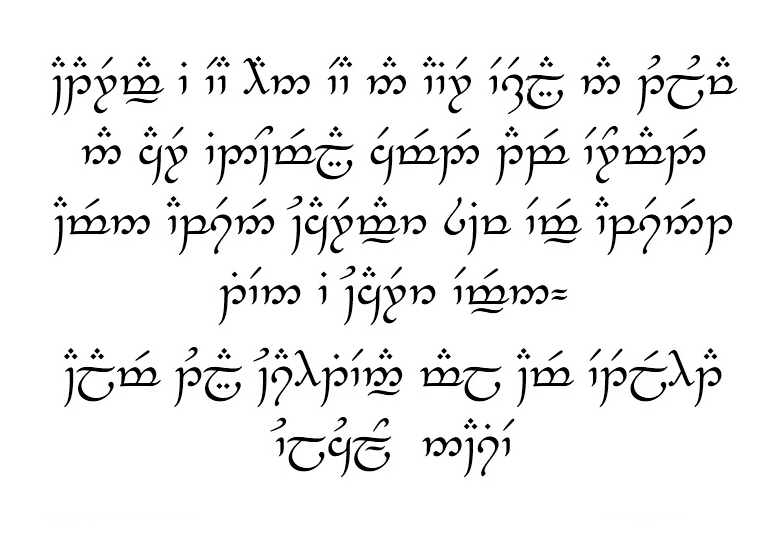
El padrenuestro en quenya, utilizando el tengwar.

El instituto lingüístico Lambenor tiene un curso completo del quenya en su página web.